# 軍事境界線 (朝鮮半島)
軍事境界線（ぐんじきょうかいせん、ハングル: 군사분계선; ハンチャ: 軍事分界線、英語: Korean Demilitarized Zone〈略称：DMZ〉）とは、朝鮮半島陸上において大韓民国（以下、韓国）と朝鮮民主主義人民共和国（以下、北朝鮮）との実効支配地域を分割する地帯のことである。あくまで朝鮮戦争の休戦協定にもとづく一時的な実効支配地域の「境界線」であり、「国境線」ではない。また、韓国においては北緯38度線付近にあることから38線（삼팔선：サンパルソン）と呼ばれることが多い（厳密な北緯38度線とは一致しない）。
朝鮮戦争の休戦ラインであり、1953年7月27日の朝鮮戦争休戦協定により発効した。軍事境界線の周囲には南北に非武装地帯が設定され、加えて韓国側では民間人出入統制区域も設定されているため、一部の例外を除き一般人が軍事境界線付近へ近づくことはできない。この境界線は海上にも延伸しており北方限界線（NLL）と呼ばれるが、韓国側と北朝鮮側で主張するラインが大きく異なり、紛争が度々起きている。

## 歴史
太平洋戦争に敗れた日本は、1910年（明治43年）から植民地支配していた朝鮮半島を失った。

これに伴い、朝鮮半島は北緯38度線に沿って南北にアメリカとソ連の分割占領が行われた。1948年に南北が別々の独立国家となった後も、当初境界線は分割占領線である北緯38度線ちょうどに設定されていた。

1950年6月に始まった朝鮮戦争は約3年を経て膠着状態となり、1953年7月27日、国連軍代表でアメリカ司令官のウィリアム・ハリソンや朝鮮人民軍代表の南日らが朝鮮戦争休戦協定に署名し、休戦の施行時の現状を境界として画定させることになった。その結果、西海岸では北朝鮮が38度線の南に食い込み、東海岸では韓国が北に食い込む形の線となった。朝鮮戦争以前は大半の地域が南側であった開城と、黄海道の海岸線付近は北側となった。一方、江原道中部（束草市など）は北側から南側に属することとなった。
2024年、北朝鮮側は韓国との対決姿勢を強め、同年4月から新たな地雷の埋設、戦術道路の補強、対戦車防壁とみられる構造物の設置などを行った。地雷の埋設は、場所によっては100人以上が作業に従事。しばしば爆発事故が発生し、多数の負傷者が後送されていく様子が韓国軍により確認されている。また、作業員が韓国側に越境して、警告射撃を受けている。

## 境界線付近の状況

### 非武装地帯（DMZ）
休戦協定により南北双方の勢力は軍事境界線から2キロメートル後退することになり、計4キロメートルの非武装地帯（DMZ）が設定され、地域内には軍隊の駐屯や武器の配置、軍事施設の設置をしないことになった。非武装地帯の総面積は903平方キロメートルであり、内訳は北朝鮮側が478平方キロメートル、韓国側が425平方キロメートルである。非武装地帯には毎年約650万人の観光客が訪れている。
非武装中立地帯と民間人出入統制区域（韓国側のみ）を隔てている「南方限界線」および「北方限界線」（海上の北方限界線とは別）は、南北双方が休戦協定違反を理由に軍事境界線側に押し出したため、現在ではDMZの幅が300メートルまで狭まっている箇所もあり、幅が4キロメートルのままの所は珍しい状況にある。
非武装地帯内は極僅かの地域を除いて、一面に地雷が敷設されているため通行は実質不可能である。DMZに敷設されている地雷は、北朝鮮側が約80万個、韓国側が約127万個で合計207万個程度と推測されている。そのため半世紀以上にわたって人の寄り付かない場所となったことから、自然が豊富であり絶滅危惧種などが生息する生物の楽園となっている。
軍事境界線は国連軍と北朝鮮・中国間での国際合意である朝鮮半島軍事停戦合意に基づくが、軍事境界線と双方の通常全般前哨（GOP：General Out Post）の間には韓国軍と朝鮮人民軍の監視所（GP：Guard Posts）が設置されており事実上の当事者として実際的な役割を果たしている。軍事境界線から南側に2キロメートル下がった線は南方限界線と呼ばれ、鉄柵が張られており、ここを韓国軍の兵士が巡回する様子がメディアなどで取り上げられる。両軍の間で銃撃戦が発生することも数多く、1960年代から1980年代にかけては、ほぼ毎年死傷者を出してきた。休戦協定の第1条第10項の規定によって「民政と救済のための警備要員」を南北双方が1,000名ずつまで、非武装中立地帯内に立ち入れることになっている。このため両軍とも監視哨所を建てたり、潜伏斥候を入れたりしている。
非武装地帯そのものは非武装の緩衝地帯で警備兵も拳銃や自動小銃のみ携行できるにすぎないが、非武装地帯を挟んで対峙する地域には非常に大規模な軍事力が配備されており、百万人以上の兵士、約2万台の装甲車、戦略拠点などが散在している。
2020年6月16日、韓国にいる脱北者による北朝鮮政権批判のビラを飛ばしたことに対する報復行動として、朝鮮人民軍総参謀部はDMZへの軍隊の再進出に向けた手続きを進めると警告した。

### 共同警備区域（JSA）

共同警備区域内の軍事境界線 (MDL)

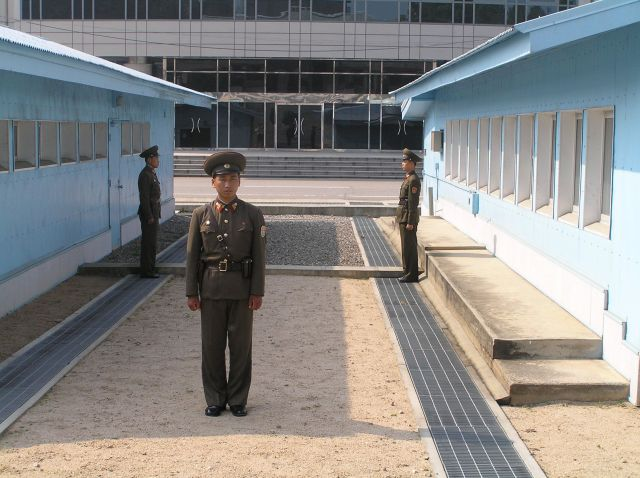
北朝鮮側から見た写真。向かい合って立っている2人の兵士の間にあるコンクリートの帯が軍事境界線。奥の建物は韓国側の「自由の家」

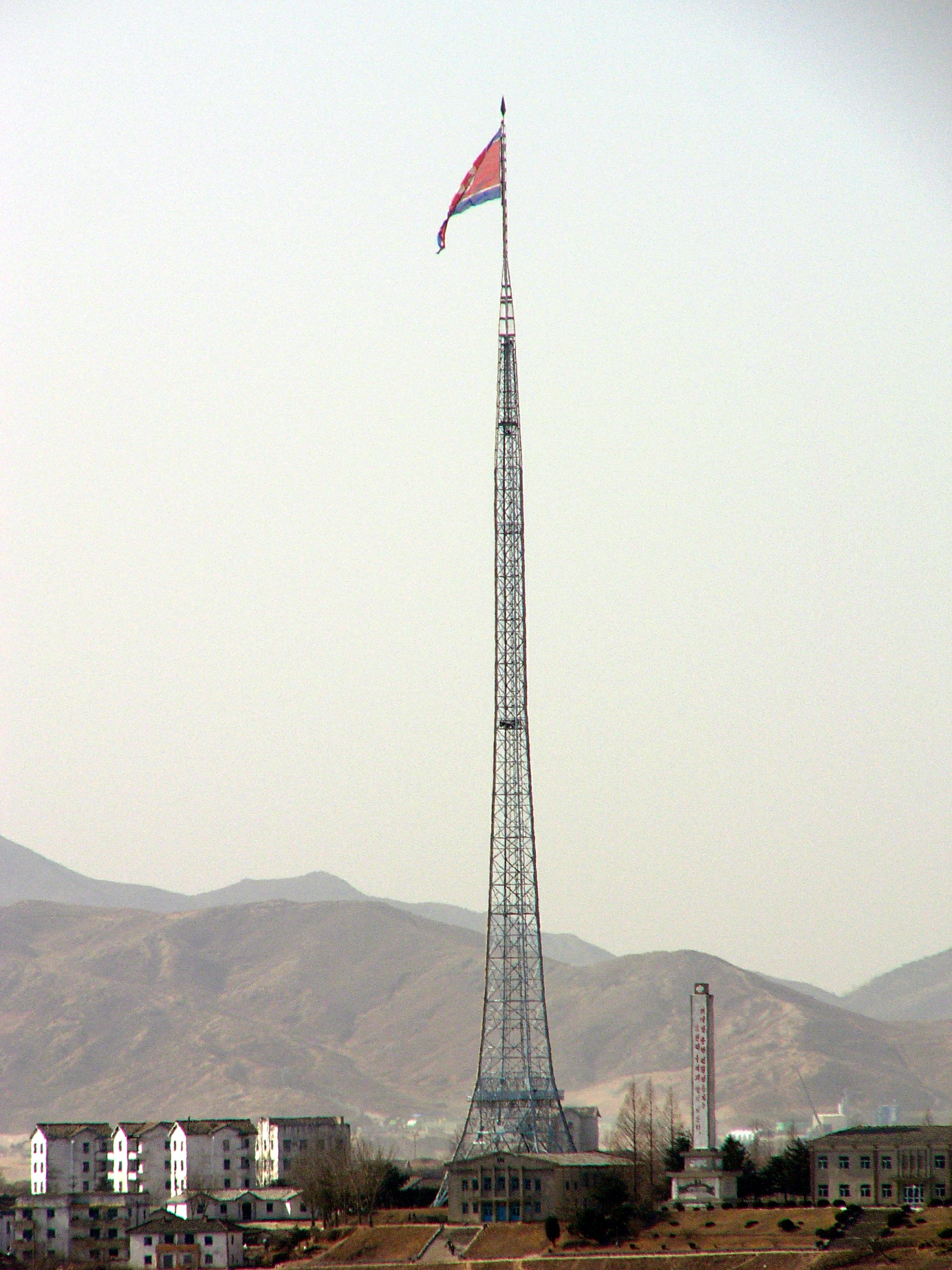
板門店を挟んで北朝鮮側にある宣伝村「機井洞」（「平和の村」）にある高さ160メートルの国旗掲揚塔。韓国側の宣伝村「台城洞」（「自由の村」）との間で、かつて国旗掲揚塔の高さの競争が起こった。

南北が実務協議を行う場所は、軍事境界線上にある共同警備区域 (JSA: Joint Security Area) 内、板門店にある軍事停戦委員会本会議場である（詳細は当該項目を参照）。共同警備区域は、軍事境界線を挟んだ非武装中立地帯を例外的に南北が共同で警備する区域として制定されている。そのため軍事境界線の真上に、建物が建てられている唯一の場所である。
韓国政府の施策である安保観光は板門店では1960年代から行われていたが、1964年には韓国人観光客が北朝鮮に亡命する事件が発生している。板門店観光は、外国人の場合は旅行社等を通じて申請すればその日のうちに観光することも可能であるが、自国民の観光の場合は長期にわたる申請や30人以上での団体による申請など厳しい条件が付けられている。
警備面では1976年にこの区域で軍事衝突事件（ポプラ事件）が発生したため、以降は共同警備区域内においても軍事境界線の厳格化が行われた。しかし、1996年から1997年にかけて物品の受け取りを含む対北接触があったことが韓国で問題となり24名が摘発されている。

### 民間人出入統制区域
軍事境界線付近への一般民間人の立ち入りは、軍の活動に支障をきたすおそれがあるため、通常全般前哨（GOP：General Out Post）よりもさらに後退させる必要がある。朝鮮休戦協定調印後の1954年2月にアメリカ陸軍第8軍団司令官により民間人統制線が設定された。民統線（みんとうせん、민통선）と略して呼ぶこともある。この非武装地帯（南方限界線）より南側に5 - 20キロメートル下がった線までの区域を民間人出入統制区域（民間人統制区域）という。この区域は軍事境界線に近い島でも設定されており、隅島のように島全域が設定されている例もある。
韓国側にのみ設定されており、この民統線が一般人の立ち入れる北限となる。民統線を越えて区域内に入る場合、軍による検問所での手続きが必要である。
1958年以降は韓国軍が警備を担当しており、軍事上・保安上支障のない範囲で「出入農業」と「入居農業」が許可されている。そのため朝鮮戦争休戦前から土地があるなどの理由で、特別に居住している住民が存在する。また1980年代から主に退役軍人らが開墾を始めて入植した屯田兵のような場所もある。

## 分断の状況

### 鉄道

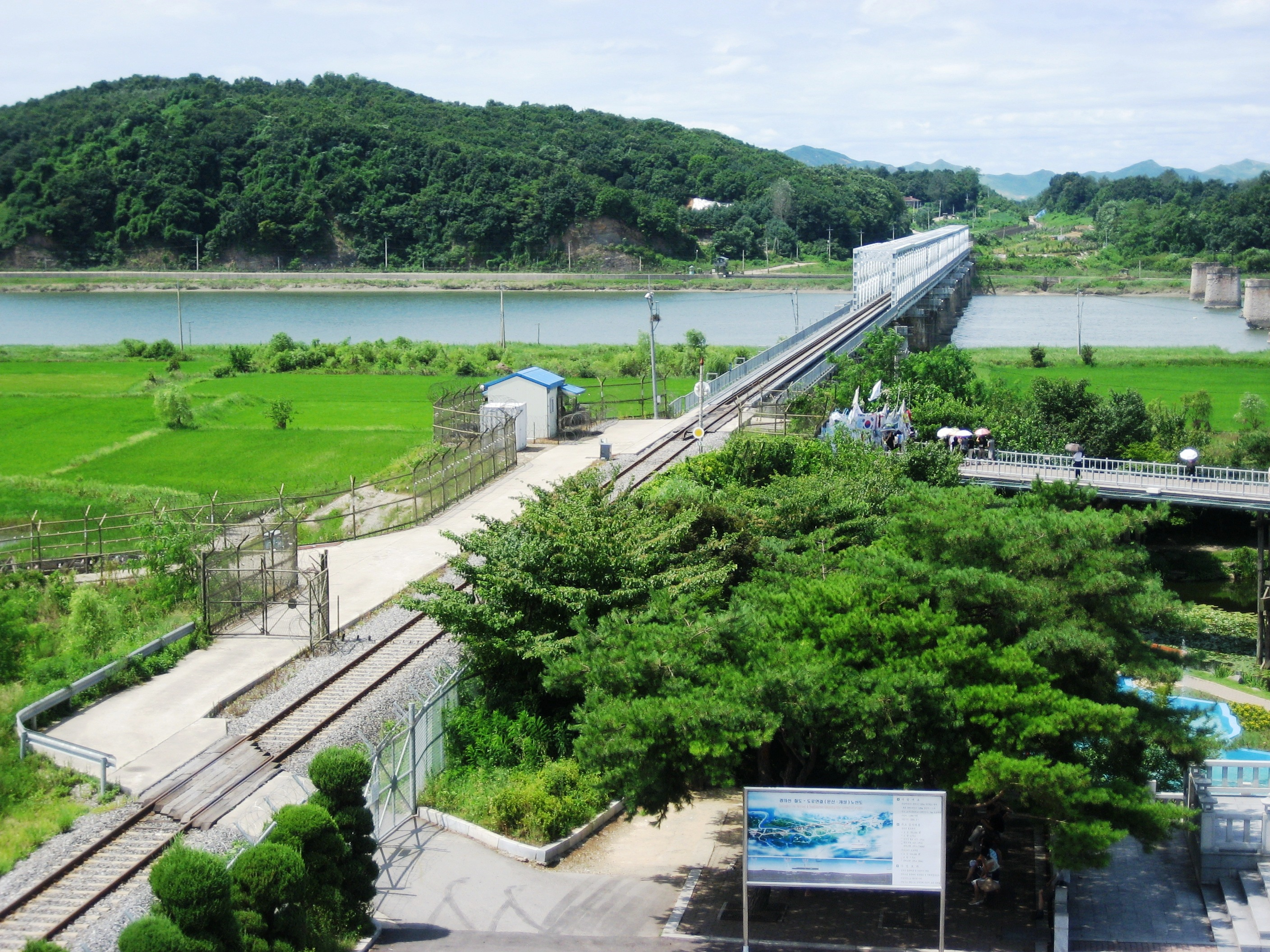
臨津江を越えて北側に続く京義線。民統線を示す鉄条網が設置されている。右側の橋脚は朝鮮戦争で破壊された旧上り線橋梁（ソウル・釜山方面）の痕跡で、かつてここが複線の大動脈であったことを示す。

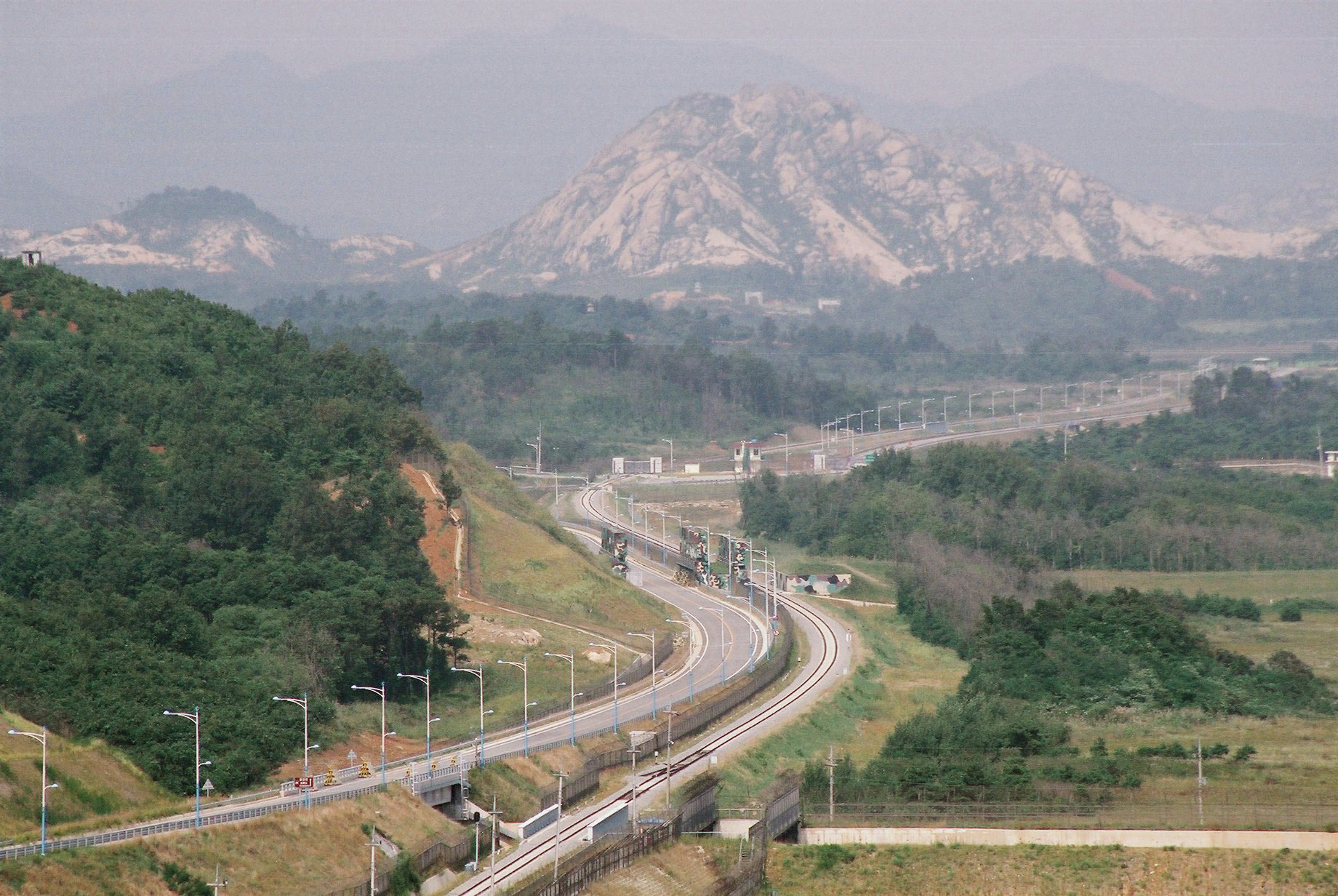
猪津 - 金剛山を結ぶ国道7号線と東海北部線の線路

現在軍事境界線となっている線を跨いで京義線・京元線・金剛山電気鉄道・東海北部線といった4本の鉄道が存在したが、いずれも第二次世界大戦後の南北分断と朝鮮戦争の戦禍の中で運行が停止された。このうち、金剛山電気鉄道は営業が再開されることなく事実上廃線となり、東海北部線は後に韓国側の区間が書類上再開業したものの、営業されず1967年までに全線廃止。京義線・京元線は復旧したものの南北に線路が分断された状態となった。廃線となり半世紀以上放置された路盤跡は、衛星写真などで確認できる。
その後、韓国側では線路分断地点（京義線汶山駅、京元線新炭里駅）に、「鉄馬は走りたい」といった南北を結ぶ鉄道の再開通を願う看板が置かれたりしていた。
京釜線と並んで、ソウルと満州・中国を結ぶ朝鮮半島における大動脈だった京義線は、民間人出入統制線の横たわる臨津江の手前で分断されていたが、2000年の金大中・金正日両首脳の南北首脳会談によって、京義線再連結工事の構想が持ち上がり、続く当事者会談によって正式に連結作業が合意された。
南側の京義線は、2001年に臨津江駅まで、2002年に民統線を越えて境界線近くの都羅山駅まで延伸し、2003年より北側の開城まで再開通させるための工事が行われた。この工事中、分断当時の線路やタブレット閉塞機が発掘され、一部が資料館等で展示されている。
2007年頃、開城では開城工業地区の造成が進み、韓国企業の工場で北朝鮮労働者が働くようになっているが、南北鉄道の連結は工事こそほぼ終わっているものの、北朝鮮の軍部の反対もあり頓挫した状態であった。また、東海岸ではもう一つの南北連絡鉄道である東海線（東海北部線・嶺東線・東海南部線の総称）の再開通工事が行われており、北側の金剛山地区では韓国企業の現代による観光開発が行われ、陸路・海路で韓国人が北側へ入ることができるようになるなど、2000年代に入ってからは軍事境界線が少しずつ開放されてきている傾向がある。最終的に2007年5月17日、京義線では56年ぶり、東海線では57年ぶりに軍事境界線を越える列車が試運転された。
京元線では、2012年11月20日に韓国側の路線が従来の終着駅である新炭里駅から北へ約5キロメートル延伸され、白馬高地駅が新たに開業した。また2015年8月より、民統線以北の月井里駅までさらに延伸する工事が開始され、2017年までの竣工を目指していたものの、2016年6月に工事が凍結され、開業時期未定となっている。最終的には北朝鮮側の線路とも繋がる予定だが、現段階では北朝鮮側の承認が得られていない。
2024年1月、北朝鮮の金正恩総書記は韓国との対決姿勢を鮮明化。最高人民会議の演説で韓国との連携を断ち切る措置を指示した。この直後から東海北部線で線路を撤去するなどの動きがみられた。同年10月15日、北朝鮮側は京義線および東海北部線の線路を爆破した。

### 道路
朝鮮戦争以降、軍事境界線を越える道路は長らく存在せず、南北の往来は板門店を通じて行われた。その後、南北交流の進展により、南北を結ぶ道路の建設が行われ、都羅山 - 開城工業団地、猪津 - 金剛山を結ぶ道路が、鉄道、南北出入管理事務所と共に整備された。通行にあたっては、あらかじめ通行できる時間が決められており、また時間ごとに集団で通行するために自由に往来することは出来ない。通行する際には、軍事境界線を境に南北双方の軍用車両が警護に当たる。
2024年10月15日、北朝鮮側が鉄道の線路と共に一部区間を爆破した。

### 海上
軍事境界線は、朝鮮戦争の休戦条約に基づき陸上に設定されているが、海上には設定されていない。北緯38度線より北の黄海上の幾つかの島嶼を確保していた国連軍側は、休戦協定発効後の1953年8月に北方限界線 (Northen Limit Line) を宣言し、そこを事実上の境界としている。北朝鮮側は、これを黙認してきたが、1999年9月に北方限界線の南方に海上軍事境界線の設定を宣言した。しかし、これは実効力を伴っておらず、韓国側が北方限界線の効力を保っているものの、侵入してきた北朝鮮艦船と銃撃戦が発生することがある。

### 電力
1948年5月、水豊ダムなど多くの発電施設を有した北側から南側への送電が停止された。このため、アメリカ軍から電源船が急遽派遣されるなど、南側地域の電力不足は深刻な状況であった。これ以降、南北相互の電力融通は一切できなくなっていたが、2003年6月より造成の始まった開城工業地区向けに限定した運用であるが、南側から10万キロワットの送電線を新規に敷設し韓国から北朝鮮への送電が再開された。

### 通信
朝鮮半島の南北を結ぶ市外電話網の運用および保守は、国際電気通信（株）が行っていた。無装荷ケーブルにより接続された市外回線は、朝鮮半島の各所に市内回線接続のための中継所が設けられていた。中継所は釜山、京城、平壌といった大都市だけではなく、信号増幅のため一定距離ごとにも中継所があった。終戦直後の1945年8月26日未明、開城の北およそ60キロメートルほど離れた、現在の黄海北道平山郡にあった、同社管理の南川中継所に進駐したソビエト連邦軍が、市外回線ケーブルと局内装置間にある保安装置を撤去した。
現在では、開城工業地区と韓国を結ぶ電話回線が敷設されており、また南北間で特別な行事がある際は、平壌 - ソウル間の直通電話が臨時に設置される。2005年には、南北離散家族訪問のために、大韓赤十字社（ソウル）と朝鮮赤十字会（平壌）間を結ぶ光ケーブルが敷設され、同回線を経由して北朝鮮においても高速インターネットを利用することができる。

### 放送
ラジオ放送を社団法人朝鮮放送協会が京城（現在のソウル）の京城中央放送局（呼出符号JODK）から平壌放送局（呼出符号JBBK）などの北側地域に中継放送していた。しかしながら1945年8月26日、進駐した赤軍により北緯38度線を境目に南北の放送用中継回線が切断され、南北の中継放送ができなくなった。なお、同日南北の市外電話回線も不通となっている。以降、分断が決定的になり北側地域の放送局は朝鮮中央放送（KCBS）、南側地域の放送局は韓国放送公社（KBS）へと再編されていった。
ラジオやテレビなどの地上放送については、スピルオーバーにより相手側の放送を一般住民が直接視聴できないよう、双方で妨害電波をかけられた。しかしテレビについては南北で放送方式に差異があるため一般に市販されている受像器だけでは視聴できない。
軍事境界線を挟んで1962年から2004年までは、大型で大出力の拡声器を相手側のエリアが見渡せる場所に設置した上で、プロパガンダや音楽を流す「拡声器放送」が南北相互に行なわれていた。この放送は南北の合意により一旦中止されたものの、南北関係の悪化により2016年1月、11年ぶりに拡声器放送が再開された。その後2018年4月に南北首脳会談開催に伴い再び中止され、翌5月までに双方の拡声器も撤去された。

### 自然
人の寄り付かない場所となったことから、自然が豊富であり絶滅危惧種などが生息する生物の楽園となっている。韓国側の調査によると、非武装地帯内には2,700種類以上の野生種または珍種の動物、鳥、植物が生息している。

## 境界線の地理情報
- 境界線画定日

1953年7月27日
- 東西距離

約248キロメートル
- 始点・終点

（西）漢江河口部右岸・（東）金剛山付近の海岸「海金剛」
- 非武装中立地帯（DMZ）

軍事境界線を中心に 南北双方2キロメートル幅（合計4キロメートル幅）
- DMZ面積

約6,400平方メートル
- 位置情報
  - 朝鮮半島東端：北緯38度36分54.65秒 東経128度21分32.56秒 / 北緯38.6151806度 東経128.3590444度
  - 北緯38度線と軍事境界線の交差位置：北緯38度0分0秒 東経126度47分13.20秒 / 北緯38.00000度 東経126.7870000度
  - 板門店の位置：北緯37度57分22秒 東経126度40分37秒 / 北緯37.95611度 東経126.67694度
  - 朝鮮半島西端：北緯37度50分35.52秒 東経126度41分24.55秒 / 北緯37.8432000度 東経126.6901528度（臨津江北岸、これより西は河川が自然境界、その先の海上は北方限界線）

## 軍事境界線を舞台にした作品
- 『JSA』（韓国映画、2000年）
- 『ブラザーフッド』 （韓国映画、2004年）
- 『愛の不時着』（韓国ドラマ、2019年）